# Заречная (село, Талицкий муниципальный округ)
Заречная — село в Талицком городском округе Свердловской области, Россия. Ранее — деревня в составе Куяровского сельсовета Талицкого района.

## Географическое положение
Село Заречная Свердловской области находится на расстоянии 16 километров (по дорогам в 18 километрах) к западу от города Талицы, на правом берегу реки Пышмы, ниже устья реки Сельчихи. В 2 километрах к северу от Заречной расположен остановочный пункт 2010 км Свердловской железной дороги. Заречная расположена напротив села Куяровского.

## История
Заречная входила в состав Куяровского сельсовета. С 1 октября 2017 года согласно областному закону N 35-ОЗ статус Заречной изменён с деревни на село, а Куяровский сельсовет упразднён как административно-территориальная единица.

## Население
| 2002 | 2010 | 2021 |
| ---- | ---- | ---- |
| 63   | ↘43  | ↘21  |